# Хайнрих фон Щархемберг
Хайнрих фон Щархемберг (на немски: Heinrich von Starhemberg; * 6 юли 1540; † 23 декември 1571, Вилдберг при Линц) е от стария австрийски прочут благороднически род Щархемберг, господар на Ридег (Горна Австрия), Вилдберг (при Линц) и Лобенщайн, имперски дворцов съветник, кемерер, вице-губернатор на Долна Австрия.

## Живот
Той е син на императорския съветник Еразмус I фон Щархемберг (1503 – 1560) и първата му съпруга графиня Анна фон Шаунберг (1513 – 1551), дъщеря наследничка на граф Георг III фон Шаунберг (1472 – 1554) и Генофефа фон Арко († сл. 1554). Баща му се жени втори път на 30 юли 1553 г. за Регина фон Полхайм († 1572), вдовица на граф Йохан IV фон Шаунберг († 1551), братът на първата му съпруга Анна фон Шаунберг.
Хайнрих следва във Витенберг, става ректор и вице-губернатор на Долна Австрия. Той също е кемерер и имперски дворцов съветник.
Хайнрих умира на 31 години на 23 декември 1571 г. във Вилдберг. Внуците му Хайнрих Вилхелм фон Щархемберг (1593 – 1675) и Гундакар XV фон Щархемберг (1594 – 1652) са издигнати през 1643 г. на имперски графове.
Щархембергите са от 1765 г. имперски князе с Георг Адам фон Щархемберг (1724 – 1808).
- Щархемберг,
 1674
- Дворец Вилдберг, 
ок. 1674
- Дворец Щархемберг в Ефердин
- Дворец Ридег, Горна Австрия,
 ок. 1674

## Фамилия
Хайнрих фон Щархемберг се жени на 7 февруари 1563 г. за фрайин Магдалена фон Ламберг (* 1546; † 19 октомври 1581, Фрайдег), дъщеря на Волфганг фон Ламберг († 1550) и Сузана фон Шерфенберг († 1541). Те имат трима сина и три дъщери:
- Анна/Сузана фон Щархемберг (1563 – 1617), омъжена за Йохан Вилхелм фон Целкинг (* 1560)
- Грегор фон Щархемберг (* 1566, Линц; † 1567)
- Райхард фон Щархемберг (* 1 май 1570; † 8 февруари 1613, Виена), женен на 24 март 1592 г. в Ефердинг за фрайин Юлиана фон Рогендорф (* 1579; † 12 юли 1633, Нидервалзее)
- Регина фон Щархемберг (*1572; † 1 ноември 1594), омъжена за Ханс Кристоф фон Йоргер
- Маргарета фон Щархемберг (* 1573, Линц; † 29 януари 1620, Линц), омъжена I. в Ефердинг на 24 май 1592 г. за Каспар II фон Рогендорф († 1598), II. за Лудвиг Зигмунд фон Полхайм
- Еразмус II фон Щархемберг (* 1575, Линц; † 14 юли 1648, Гщьотенау), издигнат на граф 1643 г., женен I. за Елизабет Магдалена фон Унгнад, фрайин фон Зонек († 1631, Ортенбург), II. за Мария Салома фон Йоргер († 18 май 1633)